# Sacagawea-Dollar
Der Sacagawea-Dollar ist eine Münze der Vereinigten Staaten. Zusammen mit dem American Innovation Dollar ist er eine der beiden Motivserien, in denen gegenwärtig Ein-Dollar-Münzen geprägt werden. Er wird seit 2000 hergestellt und zeigt auf der Vorderseite die Indianerin Sacagawea mit ihrem Sohn Jean Baptiste Charbonneau auf dem Rücken. Auf der Rückseite war bis 2008 ein Adler abgebildet; seit 2009 wird jedes Jahr ein anderes Rückseitenmotiv verwendet, welches an die Geschichte der amerikanischen Ureinwohner erinnert.

## Geschichte

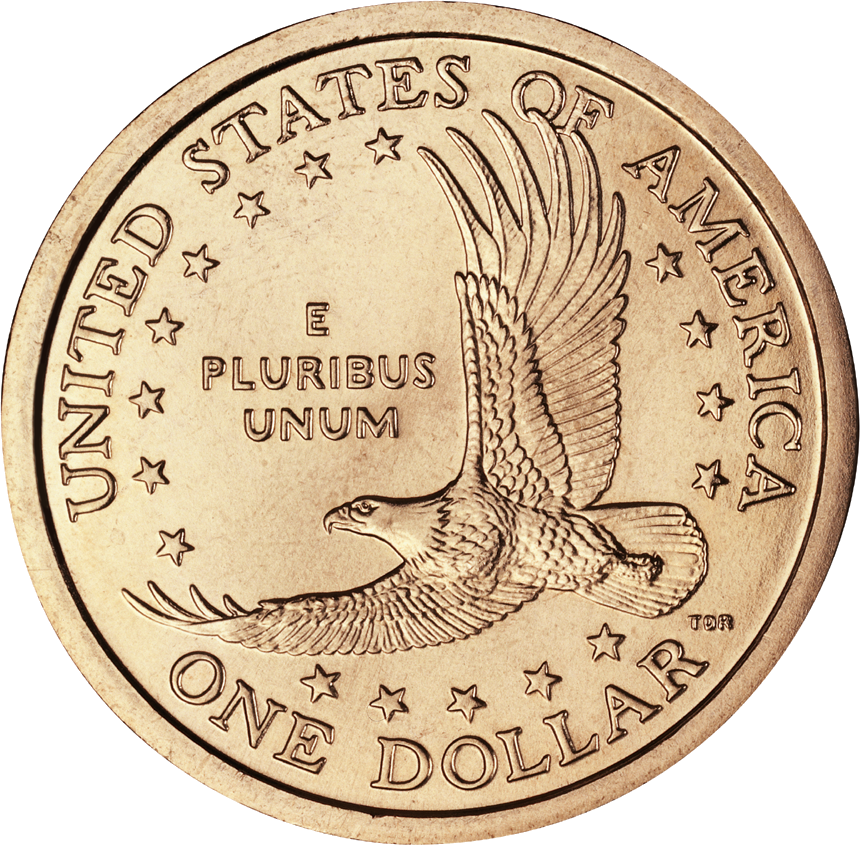
Sacagawea-Dollar 2000–2008: Rückseite mit Adlermotiv von Thomas D. Rogers

Sacagawea-Dollars wurden erstmals 2000 herausgegeben, um den Susan-B.-Anthony-Dollar zu ersetzen, der nicht besonders beliebt war und oft mit dem Quarter verwechselt wurde. Zur besseren Unterscheidbarkeit erhielt der Sacagawea-Dollar einen glatten Rand und eine goldene Farbe. Die Gestaltung der Vorderseite stammt von Glenna Goodacre. Da keine zeitgenössischen Bilder von Sacagawea überliefert sind, diente eine 22-jährige Shoshone-Frau namens Randy'L He-dow Teton als Modell für das Porträt. Die Rückseite der Ausgaben von 2000 bis 2008 wurde von Thomas D. Rogers gestaltet.
Trotz Werbeaktionen der Regierung schafften es diese Münzen nicht, in der Bevölkerung Beliebtheit zu erlangen. Bereits 2002 musste wegen mangelnder Nachfrage die Produktion zurückgefahren werden und die neuen Jahrgänge wurden nur noch für Sammler hergestellt. Damit konnte das Ziel, Ein-Dollar-Noten zunehmend durch Münzen zu ersetzen, nicht erreicht werden. Dadurch hätten sich erhebliche Einsparungen ergeben, da Münzen eine sehr viel längere Lebensdauer haben als Noten. 
Das Gesetz, mit welchem 2005 die Ausgabe von Präsidentendollars beschlossen wurde, sah vor, dass der Sacagawea-Dollar weitergeführt wird und während des Ausgabezeitraums der Präsidentenserie mindestens einen Drittel aller geprägten Dollarmünzen ausmacht. Die anhaltend geringe Nachfrage nach dem Sacagawea-Dollar führte aber dazu, dass 2007 ein neues Gesetz erlassen wurde, das vorsieht, dass der Sacagawea-Dollar jährlich mit einem wechselnden Motiv auf der Rückseite geprägt wird (siehe Abschnitt „Native American“-Serie) und sein Anteil nur noch ein Fünftel aller Dollarmünzen ausmachen muss. 
Während die Münze in den Vereinigten Staaten nur selten anzutreffen ist, ist sie in Ecuador weit verbreitet. Ecuador übernahm 2000 den US-Dollar als Währung. Münzen bis zum Nominal von 50 Centavos (= 50 US-Cents) prägt Ecuador selbst (siehe Münzen Ecuadors); für das Ein-Dollar-Nominal sind dagegen sowohl die US-Münze als auch die US-Note verbreitet.

### „Native American“-Serie

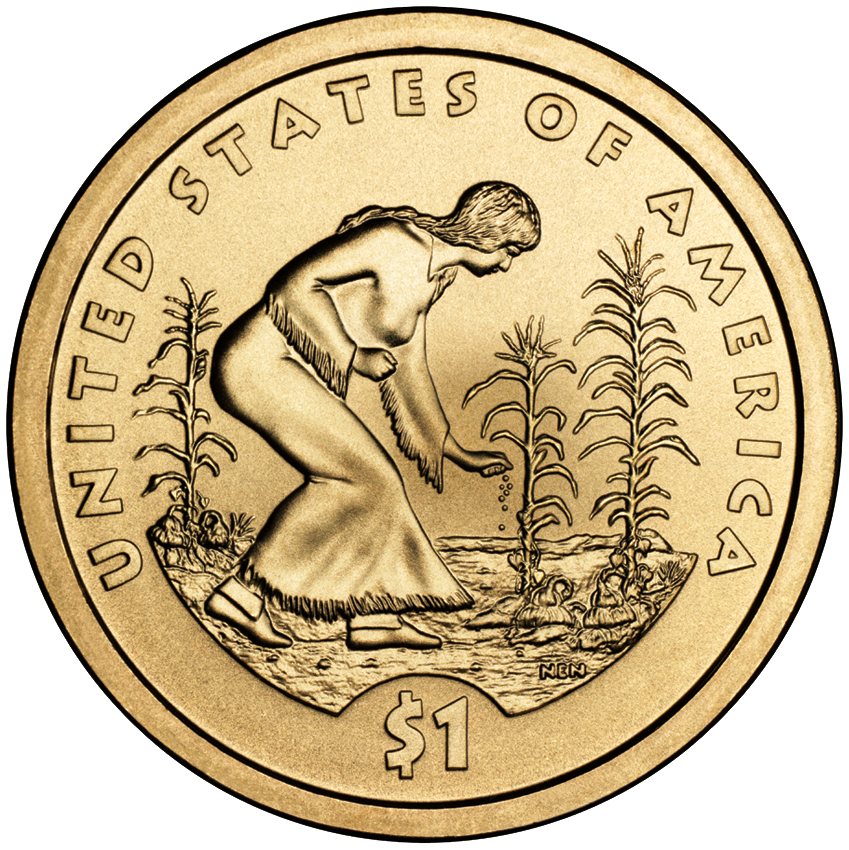
„Landwirtschaft“ – Rückseitenmotiv der „Native American“-Serie von 2009

Am 20. September 2007 wurde der „Native American $1 Coin Act“ verabschiedet, der vorsieht, dass jährlich wechselnde Motive auf der Rückseite des Sacagawea-Dollars an die Geschichte der amerikanischen Ureinwohner und ihre Beiträge zur Entwicklung der Vereinigten Staaten erinnern. Die erste Münze dieser Serie wurde 2009 herausgegeben und zeigt indianische Landwirtschaft. Die Ausgabe von 2010 zeigt den Gürtel des Hiawatha und fünf zusammengebundene Pfeile mit der Inschrift „Haudenosaunee“ (zu Deutsch Völker des Langhauses), die Eigenbezeichnung der Irokesen. Eine weitere Inschrift lautet „Great Law of Peace“ und bezieht sich auf die mündlich überlieferte Verfassung des Irokesenbundes.
Wie beim Präsidentendollar sind das Prägejahr, das Münzzeichen und das Motto „E Pluribus Unum“ auf dem Rand eingeprägt. Das Motto „In God We Trust“ steht weiterhin auf der Vorderseite.

## Technische Daten
Die Münze besteht aus einem Kupferkern und einer Beschichtung aus einer Mangan-Messing-Legierung. Diese Legierung verleiht neuen Münzen einen goldenen Glanz, neigt aber zum Anlaufen. Die Gewichtsanteile (bezogen auf die ganze Münze) betragen 88,5 % Kupfer, 6 % Zink, 3,5 % Mangan und 2 % Nickel. 
Die Münze ist 8,1 Gramm schwer bei einem Durchmesser von 26,5 Millimetern und einer Dicke von 2 Millimetern. Für Münzautomaten ist er identisch mit dem Präsidentendollar, dem American Innovation Dollar und dem Susan-B.-Anthony-Dollar.